# Anopheles nemophilous
Anopheles nemophilous este o specie de țânțari din genul Anopheles, descrisă de EL Peyton și Ramalingam în anul 1988.
Este endemică în Thailand. Conform Catalogue of Life specia Anopheles nemophilous nu are subspecii cunoscute.